# Američki zakon o autorskom pravu
Američki zakon o autorskom pravu proizlazi iz američkog Ustava, članka 8. koji glasi
The Congress shall have Power...To promote the Progress of Science...by securing for limited Times to Authors...the exclusive Right to their respective Writings ...
Slobodno prevedeno: "Kongres ima vlast da... promiče napredak znanosti...tako da omogući na ograničeno vrijeme autorima ... isključivo pravo za svoja pisanja ..."
Ključni američki zakoni o autorskim pravima:
- Copyright Act of 1790
- Copyright Act of 1976
- Sonny Bono Copyright Term Extension Act of 1998
- Digital Millennium Copyright Act of 1998
- Family Entertainment and Copyright Act of 2005

## Vanjske poveznice
- Ured za autorska prava u SAD Prijava i pretraga za autorskih prava
- Vremenska Linija zakona za autorska prava u SAD Povijest zakona za autorska prava u SAD